# Acalypha elskensii
Acalypha elskensii é uma espécie de flor do gênero Acalypha, pertencente à família Euphorbiaceae.